# Plumaudan
Plumaudan (tiếng Breton: Pluvaodan, Gallo: Ploemaudan) là một xã của tỉnh Côtes-d'Armor, thuộc vùng Bretagne, tây bắc Pháp.

## Dân số
Người dân ở Plumaudan được gọi là Plumaudanais hoặc Plumaudannais.